# زيرون ملتبس
زيرون ملتبس (الاسم العلمي:Xyris ambigua) هو نوع من النباتات يتبع جنس الزيرون من الفصيلة الزيرونية.